# Mary from Beijing
Pour plus de détails, voir Fiche technique et Distribution.
Mary from Beijing (夢醒時分, Meng xing shi fen) est un film hongkongais réalisé par Sylvia Chang, sorti en 1992.

## Synopsis
Une citoyenne souhaite obtenir sa carte d'identité de Hong Kong et obtenir un emploi , afin de marier avec son fiancé.

## Fiche technique
- Titre original : 夢醒時分, Meng xing shi fen
- Titre français : Mary from Beijing
- Réalisation : Sylvia Chang
- Scénario : Sylvia Chang
- Photographie : Christopher Doyle
- Pays d'origine : Hong Kong
- Format : Couleurs - 35 mm - 1,85:1 - Mono
- Genre : drame
- Durée : 97 minutes
- Date de sortie :
  -  Hong Kong : 24 décembre 1992

## Distribution
- Lawrence Ah Mon : officier d'immigration
- Kenny Bee : Wong Kwok-wai
- Cynthia Cheung : Elizabeth
- David Chiang : Yip
- Chu Mu : père de Peter
- Gong Li : Ma Li
- Wilson Lam : Peter
- Jan Lamb : le messager